# Xinning, Gansu
Xinning (kinesiska: 新宁) är en köping i nordvästra Kina. Den ligger i Ning härad i Qingyang i provinsen Gansu, omkring 380 kilometer öster om provinshuvudstaden Lanzhou. 